# Otto von Ludwiger
Gottlob Otto von Ludwiger (* 1821 in Reuden; † 7. November 1888 in Dresden) war ein sächsischer Generalmajor.

## Leben
Otto von Ludwiger entstammte einem in den Adelsstand erhobenen Pfännergeschlechts der Stadt Halle (Saale). Er besuchte den sächsischen Kadettenkorps und wurde nach vieljähriger Erziehung am 9. Januar 1840 als Fähnrich dem 1. leichten Reiter-Regiment übergeben. Am 5. März 1841 avancierte er zum Leutnant beim Regiment und durchlief in den folgenden Jahren eine typische militärische Laufbahn, wonach er 1847 zum Oberleutnant aufstieg. Am 18. März 1853 stieg er zum Rittmeister beim 3. Reiter-Regiment auf und diente die nächsten Jahre als Eskadronschef, bis er am 1. März 1865 zum Major beim Garde-Reiter-Regiment befördert wurde. Schon am 14. März 1866 stieg er zum Oberst auf und übernahm als Regimentskommandeur das 2. Ulanen-Regiment, sowie nachfolgend das 3. Reiter-Regiment (1867 umbenannt in Königlich Sächsische Karabinier-Regiment (2. Schweres Regiment)), welches er im Krieg gegen Preußen kommandierte. Beim Gefecht von Gitschin wurde er verwundet. Unter Genehmigung seines Abschiedsgesuches wurde er am 27. März 1868 zur Disposition gestellt. Otto von Ludwiger erhielt später noch den Charakter eines Generalmajors.